# Fistule

Fistule artérioveineuse.

Une fistule est un abouchement anormal d'une cavité dans une autre au cours d'un processus évolutif pathologique. On la distingue des malpositions d'organes, ou des malformations anatomiques.
Elle peut être la conséquence d'une maladie, d'une complication d'une intervention : fistules digestives, fistules vésicales…
En recherche agronomique, c'est un orifice pratiqué sur un animal vivant pour y effectuer des prélèvements.

## Types de fistule

### Fistule obstétricale
Une fistule obstétricale est la constitution d'une communication anormale entre le vagin et la vessie (fistule vésico-vaginale) ou entre la vessie et le rectum (fistule vésico-rectale) ou entre le vagin et le rectum (fistule recto-vaginale) survenant à la suite d'une grossesse compliquée
Ce type de fistule est très souvent lié aux grossesses précoces, dans un contexte de manque de soins en cas d'accouchement difficile. En 2005, deux millions de femmes au moins dans le monde, principalement en Afrique, en Asie et dans la Région arabe en étaient atteintes, et 50 000 à 100 000 nouveaux cas environ se déclarent chaque année.

### Fistule uro-digestive
Entre le côlon sigmoïde et la vessie ou entre le côlon sigmoïde et le vagin, mettant en relation le contenu d'organes différents. La symptomatologie étant l'apparition de contenu digestif ou urinaire dans un autre organe, ou une pneumaturie.

### Fistule gastro-colique
La fistule gastro-colique est l'apparition d'un conduit entre l'estomac et le côlon transverse. Cette affection très rare résulte principalement de la complication d'un ou de plusieurs ulcères au niveau de la muqueuse du système digestif. Les symptômes se manifestent par de violents troubles digestifs allant de la diarrhée aux vomissements fécaloïdes.

### Fistule anale
La fistule anale est l'apparition d'un conduit entre le canal anal et la peau, pouvant traverser le sphincter anal. Cette affection est généralement due à une infection locale au niveau des glandes anales, dites chez l'Homme glandes d'Herman et Desfosses, qui débouchent dans le canal anal. L'infection initiale est celle de cet orifice dans le canal anal, puis la suppuration tend à traverser le sphincter interne en créant un trajet fistuleux, dont le cheminement est variable selon les cas, et dont l'orifice de sortie peut être éloigné de l'anus.
Le patient se plaint d'écoulements purulents que l'on voit sortir du conduit lors de la pression. Le traitement consiste en la résection chirurgicale du conduit pathologique. Un exemple historique célèbre est celui de la fistule anale de Louis XIV ; son chirurgien privé utilisa avec succès des instruments qu'il avait inventés. À Versailles, plus de trente courtisans prétendirent en souffrir également, en demandant à être opérés à la manière du roi.

### Fistule artério-veineuse
La fistule artério-veineuse est volontairement fabriquée par le chirurgien qui abouche une veine du bras dans une artère, ce qui a pour effet d'augmenter le débit à ce niveau (chute des résistances par shunt du réseau distal capillaire) et d'obtenir une dilatation veineuse importante et une augmentation de la résistance de la paroi de la veine (elle prend un aspect d'artère), pour permettre la pose ponctuelle de circuits de circulation extra-corporelle lors d'un traitement par hémodialyse. La fistule possède l'avantage sur le cathéter (posé obligatoirement sur une grosse veine centrale) de permettre la cicatrisation entre les séances – et par conséquent moins d'entrée de germes.
Certaines fistules artério-veineuses sont spontanées et selon leur importance elles peuvent entraîner des troubles circulatoires, voire une insuffisance cardiaque à haut débit.

### Fistule pancréatique
La fistule pancréatique est une méthode d'étude du suc pancréatique
- chez l'animal : fistules chroniques in vivo
- chez l'homme : tubage duodénal

### Fistule labyrinthique
- Cholestéatome et labyrinthite chronique

Complication de l’otite chronique à cholestéatome. La tumeur épidermique a érodé progressivement le canal semi-circulaire, dont les éléments osseux ont disparu. Symptômes : des vertiges. Une fistule labyrinthique nécessite une intervention chirurgicale d’urgence, pour éviter une infection du labyrinthe.

## Utilisation dans la recherche agronomique
Les fistules sont des ouvertures artificielles obstruées par un bouchon en plastique sur des poches digestives d'un animal vivant, en particulier les vaches laitières. Concrètement, le bouchon en plastique installé sur l'animal permet d'avoir accès aux aliments ingérés par l'animal pour y étudier leur digestion.